# Blakstad Station (1908-1989)
 Ikke at forveksle med Blakstad Station.
Blakstad Station (Blakstad stasjon) var en jernbanestation på Arendalsbanen, der lå i Froland kommune i Norge. Stationen blev oprettet 23. november 1908. Den blev nedgraderet til holdeplads 1. juni 1958 og blev gjort ubemandet 1. februar 1971. Den blev nedlagt 28. maj 1989, da den nuværende station af samme navn åbnede en kilometer længere mod nord.
Stationsbygningen, der er af Simes-typen og tegnet af Paul Armin Due, er solgt fra og bruges nu som privatbolig.